# Elena Defrère
Elena Defrère (8 mei 2001) is een Belgische atlete, die gespecialiseerd is in het kogelstoten en het discuswerpen. Zij veroverde vijf Belgische titels.

## Biografie
Defrère begon met atletiek door haar oudere broer Ilya, die ook gespecialiseerd is in het kogelstoten en het discuswerpen. In 2018 nam ze deel aan de Europese kampioenschappen U18 te Győr. Ze behaalde een achtste plaats in het kogelstoten en een tiende in het discuswerpen. Ze kon zich dat jaar op het discuswerpen ook plaatsen voor de Olympische Jeugdzomerspelen te Buenos Aires.  Ze werd veertiende.
In 2019 werd Defrère voor het eerst Belgisch kampioene in het kogelstoten.
Clubs
Defrère was aangesloten bij Daring Club Leuven Atletiek en stapte eind 2019 over naar Vilvoorde Atletiek Club (VAC). Sinds 2022 is zij aangesloten bij de Koninklijke Atletiek Associatie Gent.

## Belgische kampioenschappen
Outdoor
| Onderdeel   | Jaar             |
| ----------- | ---------------- |
| kogelstoten | 2019, 2021, 2024 |

Indoor
| Onderdeel   | Jaar       |
| ----------- | ---------- |
| kogelstoten | 2020, 2025 |

## Persoonlijke records
Outdoor
| Onderdeel    | Prestatie | Datum        | Plaats     |
| ------------ | --------- | ------------ | ---------- |
| discuswerpen | 50,55 m   | 29 juni 2022 | Gentbrugge |
| kogelstoten  | 16,08 m   | 29 juni 2024 | Brussel    |

Indoor
| Onderdeel   | Prestatie | Datum           | Plaats |
| ----------- | --------- | --------------- | ------ |
| kogelstoten | 16,09 m   | 12 januari 2025 | Gent   |

## Palmares

### kogelstoten
- 2018:  BK indoor AC – 12,80 m
- 2018: 8e EK U18 in Győr – 15,80 m
- 2019:  BK AC – 13,97 m
- 2020:  BK indoor AC – 14,20 m
- 2020:  BK AC – 13,50 m
- 2021:  BK AC – 15,18 m
- 2022:  BK indoor AC – 14,99 m
- 2022:  BK AC - 15,55 m
- 2023:  BK indoor AC – 15,68 m
- 2023: 8e in kwal. EK U23 in Espoo – 14,31 m
- 2023:  BK AC - 15,01 m
- 2024:  BK indoor AC – 15,92 m
- 2024:  BK AC - 16,08 m
- 2025:  BK indoor AC – 15,78 m

### discuswerpen
- 2018: 10e EK U18 te Győr – 44,56 m
- 2018: 14e Olympische Jeugdzomerspelen te Buenos Aires – 44,01 m + 44,01 = 88,02 m
- 2019:  BK AC – 44,25 m